# Calligonum bungei
Calligonum bungei är en slideväxtart som beskrevs av Pierre Edmond Boissier. Calligonum bungei ingår i släktet Calligonum och familjen slideväxter. Inga underarter finns listade i Catalogue of Life.